# Majadas
Majadas là một đô thị trong tỉnh Cáceres, cộng đồng tự trị Extremadura Tây Ban Nha. Đô thị này có diện tích là ki-lô-mét vuông, dân số năm 2007 là người với mật độ người/km². Đô thị này có cự ly km so với tỉnh lỵ Cáceres.